# Valbonne

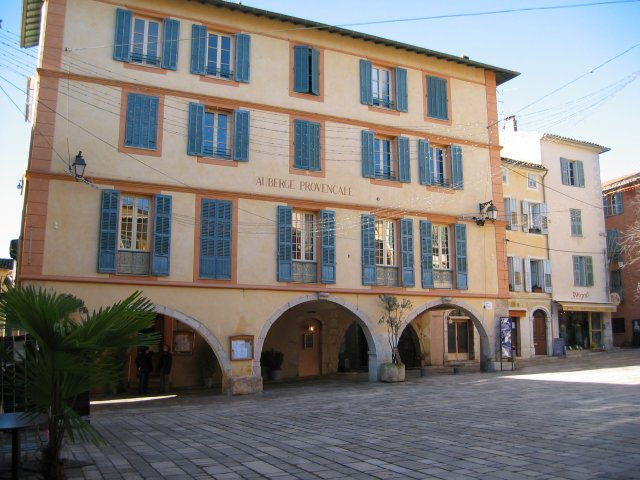
Rynek – „Place des Arcades”

Valbonne – miejscowość i gmina we Francji, w regionie Prowansja-Alpy-Lazurowe Wybrzeże, w departamencie Alpy Nadmorskie.
Według danych na rok 1990 gminę zamieszkiwały 9514 osoby, a gęstość zaludnienia wynosiła 502 osoby/km² (wśród 963 gmin regionu Prowansja-Alpy-W. Lazurowe Valbonne plasuje się na 75. miejscu pod względem liczby ludności, natomiast pod względem powierzchni na miejscu 516.).